# Persécution de Valérien
La persécution de Valérien est un épisode de persécution des chrétiens dans la Rome antique entre 257 et 258 dont rendent compte les lettres de Denys d'Alexandrie et Cyprien de Carthage. Cette persécution fait suite à la persécution de Dèce (249-250) dont elle diffère notablement par bien des aspects.

## Origines et déroulement
Selon Denys d'Alexandrie, l'empereur Valérien aurait été influencé par un haut responsable des finances de l'Empire nommé Macrien mais cette explication n'est pas jugée crédible. Le but poursuivi aurait été, à travers la persécution, de renflouer les caisses de l'État confronté à de sévères difficultés économiques. L'Empire doit en effet faire face à différents assauts barbares et perses ainsi qu'à une épidémie de peste dans plusieurs provinces. Valérien est ainsi l'un des premiers empereurs à tirer parti d'un certain antichristianisme pour renflouer les caisses de l'État. Il pourrait aussi avoir été inspiré par l'attitude des souverains perses sur leur propre territoire, qui avaient consolidé leur pouvoir grâce au culte zoroastrien.
La persécution se déroule en deux temps :
dès août 257, l'empereur prend des mesures qui visent à décapiter la hiérarchie chrétienne : ordres aux prêtres, évêques et diacres de sacrifier, interdiction du culte, des réunions de chrétiens. La peine encourue était l'exil. C'est ainsi que Denys d'Alexandrie est exilé au désert, ainsi que Cyprien de Carthage, exilé à Curubis.
Cette première phase n'a pas les effets escomptés. Un durcissement très net intervient alors, annonçant une deuxième phase, plus répressive et sanglante. 
Au mois d'août 258, à l'initiative du Sénat romain, initiative reprise par Valérien par un rescrit, les exilés de la première phase sont condamnés à la peine de mort ainsi que tous ceux qui refuseraient de nouveau à sacrifier. Il obligea les chrétiens des couches sociales supérieures (chevalier, sénateur) à changer de foi sous peine de perdre leur rang. Ceux qui s'y opposèrent furent dépossédés de leurs biens et exécutés s'ils persistaient à se déclarer chrétiens.

## Conséquences
Les conséquences de la persécution de Valérien sont bien moindres que celle de Dèce. Visant essentiellement les couches supérieures et le clergé et aucunement les simples fidèles, elle donna lieu a très peu de cas d'apostasie, donc n'a pas suscité de nouveau le problème des lapsi chez les chrétiens.
L'application de la persécution était rendue difficile par la situation délicate de l'Empire tant sur le plan politique qu'économique. En 259, Valérien est fait prisonnier par les Perses contre lesquels il menait campagne. Son fils et successeur, Gallien, met fin à la persécution en publiant un édit de tolérance en 260.

## Victimes de la persécution
En dehors de Rome, les seules régions où l'on connaît des victimes sont l'Afrique et l'Orient.
Parmi les martyrs historiques de cette persécution, Cyprien de Carthage est le plus important. Plusieurs fois inquiété, y compris pendant la précédente persécution, il est décapité le 14 septembre 258.
L'évêque de Rome, Sixte, est décapité en août 258. Plusieurs diacres sont aussi exécutés. Parmi eux, saint Laurent qui aurait été, selon une tradition dont l'historicité est assez faible, brûlé sur un gril pour avoir refusé de livrer des trésors de l'Église.
Novatien, qui a déclenché le schisme issu de la controverse sur les lapsi après la persécution de Dèce, est aussi exécuté.
Il semble tout de même que les victimes aient été plus nombreuses en Afrique et parmi la communauté romaine que dans les autres provinces d'Occident et très peu nombreuses en Orient : Denys d'Alexandrie survit par exemple à l'exil qui lui a été imposé.